# 馬卡比阿希拿撒勒足球會
馬卡比阿希拿撒勒足球會(Maccabi Ahi Nazareth Football Club)  是一支位於以色列Ilut的職業足球會，目前於以色列足球甲級聯賽角逐。

## 外部連結
- Official website （页面存档备份，存于） （希伯来文）
- Maccabi Ahi Nazareth Israel Football Association （希伯来文）